# Eastcote
Eastcote est un district et une ville située dans le Borough londonien de Hillingdon, dans la banlieue ouest du Grand Londres.
Sa population était de 12 142 habitants en 2007.
Elle est desservie par la station de métro de Eastcote ainsi que par trois lignes d'autobus.

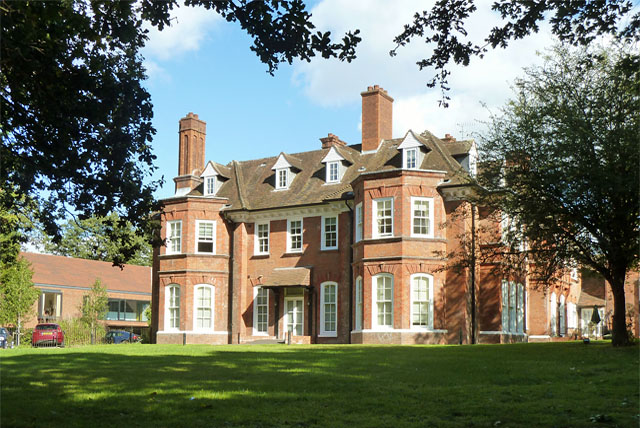
Highgrove House à Eastcote